# Amiga Hunk
Hunk es el formato de archivo ejecutable de herramientas y programas del sistema operativo Amiga basados en la arquitectura de CPU Motorola 68000 y otros procesadores de la misma familia. Este tipo de ejecutable obtiene su nombre del hecho de que el software programado en Amiga está dividido en su estructura interna en varios trozos llamados hunks (trozos o pedazos en inglés), en los cuales cada porción puede contener código o datos.[cita requerida]

## Tipos dehunks
Tipos conocidos de hunks:
| Nombre            | Valor decimal | Valor hexadecimal |
| ----------------- | ------------- | ----------------- |
| HUNK_UNIT         | 999           | 3E7               |
| HUNK_NAME         | 1000          | 3E8               |
| HUNK_CODE         | 1001          | 3E9               |
| HUNK_DATA         | 1002          | 3EA               |
| HUNK_BSS          | 1003          | 3EB               |
| HUNK_RELOC32      | 1004          | 3EC               |
| HUNK_RELOC16      | 1005          | 3ED               |
| HUNK_RELOC8       | 1006          | 3EE               |
| HUNK_EXT          | 1007          | 3EF               |
| HUNK_SYMBOL       | 1008          | 3F0               |
| HUNK_DEBUG        | 1009          | 3F1               |
| HUNK_END          | 1010          | 3F2               |
| HUNK_HEADER       | 1011          | 3F3               |
| HUNK_OVERLAY      | 1013          | 3F5               |
| HUNK_BREAK        | 1014          | 3F6               |
| HUNK_DREL32       | 1015          | 3F7               |
| HUNK_DREL16       | 1016          | 3F8               |
| HUNK_DREL8        | 1017          | 3F9               |
| HUNK_LIB          | 1018          | 3FA               |
| HUNK_INDEX        | 1019          | 3FB               |
| HUNK_RELOC32SHORT | 1020          | 3FC               |
| HUNK_RELRELOC32   | 1021          | 3FD               |
| HUNK_ABSRELOC16   | 1022          | 3FE               |
| HUNK_PPC_CODE     | 1257          | 4E9               |
| HUNK_RELRELOC26   | 1260          | 4EC               |